# Emerald Isle, North Carolina
 Emerald Isle är en ort i Carteret County i delstaten North Carolina, USA.